# Pieter de Grebber

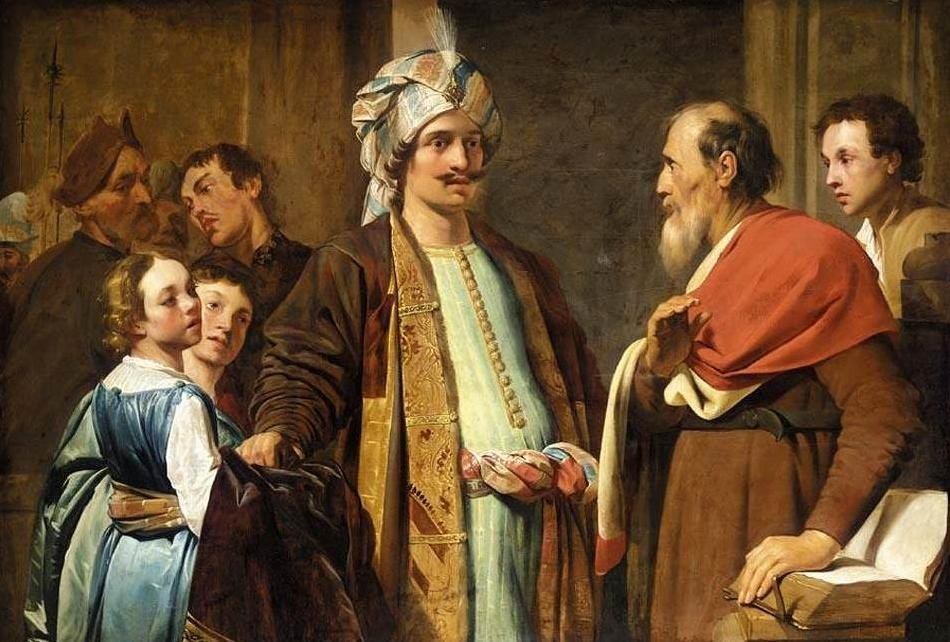
Elisha vägrar ta emot Naamans gåvor av de Grebber.

Pieter de Grebber, född omkring 1600, död 1652 eller 1653, var en nederländsk konstnär.
Grebber utbildade sig först hos sin far, porträttmålaren Fransz Pieter de Grebber (död 1649), sedan hos Hendrick Goltzius och var verksam i Haarlem. I sina storfiguriga bilder följde han den flamländskt italianiserade riktningen. I Nationalmuseum finns av honom Flicka, som sjunger, Ahasverus, Ester och Haman och några fler arbeten.